# Umm Dżulud
Umm Dżulud – wieś w Syrii, w muhafazie Aleppo, w dystrykcie Manbidż. W 2004 roku liczyła 751 mieszkańców.